# 平常長
平 常長（たいら の つねなが）は、平安時代の武士。

## 略歴
万寿元年（1024年）、平常将の子として誕生。
前九年の役・後三年の役で源頼義・義家父子に従って戦功を立てたとされる。戦後は上総国大椎に館を構え、さらに下総国千葉郷に進出して千葉大夫と号したとされる。
嘉承3年（1108年）、死去。
常長の多くの子らにより房総平氏の諸氏が形成されるが、このうち、次男・常兼が千葉氏、五男・常晴が上総氏の祖となってそれぞれ発展していく事になる。

## 系譜
- 父：平常将
- 母：中原師直女?
- 妻：不詳
  - 嫡男：平常家（佐賀常家）
  - 男子：平常兼（千葉常兼）
  - 男子：平常房（鴨根常房）
  - 男子：平頼常（原頼常）
  - 男子：平常晴（相馬常晴）
  - 男子：平常義（村澤常義）
  - 男子：平常遠（安西常遠）
  - 男子：平常継（大須賀常継）
  - 男子：平常盛（次浦常盛）
  - 男子：平常門（埴生常門）
  - 男子：平常重